# جان اوزان
جان اوزان (انگلیسی: Can Uzun؛ زادهٔ ۱۱ نوامبر ۲۰۰۵) بازیکن فوتبال است.
وی همچنین در تیم‌های ملی فوتبال زیر ۱۷ سال ترکیه و زیر ۱۸ سال ترکیه بازی کرده‌است.